# Зурзее
Зурзее (нім. Sursee) — місто  в Швейцарії в кантоні Люцерн, виборчий округ Зурзее.

## Географія
Місто розташоване на відстані близько 60 км на північний схід від Берна, 21 км на північний захід від Люцерна.
Зурзее має площу 5,8 км², з яких на 51,8% дозволяється будівництво (житлове та будівництво доріг), 25,3% використовуються в сільськогосподарських цілях, 21,7% зайнято лісами, 1,2% не є продуктивними (річки, льодовики або гори).

## Демографія
2019 року в місті мешкало 10 195 осіб (+14% порівняно з 2010 роком), іноземців було 16,8%. Густота населення становила 1749 осіб/км².
За віковим діапазоном населення розподілялося таким чином: 18,5% — особи молодші 20 років, 63,6% — особи у віці 20—64 років, 17,9% — особи у віці 65 років та старші. Було 4626 помешкань (у середньому 2,2 особи в помешканні).
Із загальної кількості 13 730 працюючих 15 було зайнятих в первинному секторі, 2745 — в обробній промисловості, 10 970 — в галузі послуг.